# Station Dziewiętlice
Station Dziewiętlice is een spoorwegstation in de Poolse plaats Dziewiętlice.